# Frank Stallone
Frank P. Stallone Jr. (ur. 30 lipca 1950 w Nowym Jorku) – amerykański aktor, kompozytor, autor tekstów piosenek i piosenkarz/gitarzysta, brat Sylvestra Stallone. Pojawił się w wielu hollywoodzkich filmach i serialach telewizyjnych.

## Życiorys

### Wczesne lata
Urodził się w Nowym Jorku w rodzinie rzymskokatolickiej jako syn Jacqueline „Jackie” Stallone (z domu Labofish; 1921-2020), astrologa, byłej tancerki i promotorki kobiecego wrestlingu, i Francesco „Franka” Stallone’a Sr. (1919−2011), sycylijskiego fryzjera, imigranta z Gioia del Colle, w regionie Apulia, w prowincji Bari. Jego matka była francuskiego i żydowskiego pochodzenia (z Odessy).
Jego starszy brat Sylvester (ur. 6 lipca 1946), aktor, reżyser, scenarzysta i producent filmowy, stał się powszechnie znany przede wszystkim z roli boksera Rocky’ego Balboa i żołnierza Johna Rambo. Ma także przybrane rodzeństwo − siostrę Toni Ann Filiti D'Alto (ur. 5 maja 1960) z drugiego małżeństwa matki i brata Dante Alexandra z drugiego małżeństwa ojca.

### Kariera
Debiutował na dużym ekranie u boku brata Sylvestera w melodramacie sportowym Rocky (1976), gdzie jako uliczny pieśniarz wykonał a cappella skomponowaną przez siebie piosenkę „Take You Back” ze swoim tekstem. W dramacie w reżyserii i na podstawie scenariusza brata Sylvestera Paradise Alley (1978) pojawił się jako piosenkarz z utworami „Angel Voice” i „Please Be Someone to Me”. Jest także kompozytorem piosenek „Street Scat"/"Two Kinds Of Love” do filmu Rocky II (1982). W kolejnym sequelu Rocky III (1982) śpiewał dwa utwory: „Pushin” i „Take You Back”.
Wykonywany przez niego przebój „Far from Over” w dramacie muzycznym Sylvestra Stallone Pozostać żywym (Staying Alive, 1983) z Johnem Travoltą otrzymał nominację do nagrody Złotego Globu, a ścieżka dźwiękowa z muzyką z filmu w wykonaniu także zespołu Bee Gees była nominowana do nagrody Grammy. Jednak zaśpiewana przez niego piosenka „Peace in Our Life” pochodząca z filmu Rambo II − Pierwsza krew (Rambo: First Blood Part II, 1985) z jego muzyką i słowami zdobyła nominację do Złotej Maliny dla najgorszej piosenki.
Wystąpił m.in. w dramacie Ćma barowa (Barfly, 1987) u boku Mickeya Rourke i Faye Dunaway, a także w serialach: NBC Policjanci z Miami (Miami Vice, 1988), HBO Opowieści z krypty (Tales from the Crypt, 1993) i CBS Strażnik Teksasu (Walker, Texas Ranger, 1999, 2001).

## Filmografia

### Filmy fabularne
- 1976: Rocky jako uliczny piosenkarz
- 1978: Pozostać żywym (Paradise Alley) jako piosenkarz
- 1979: Rocky II jako uliczny piosenkarz
- 1982: Rocky III jako piosenkarz
- 1983: Pozostać żywym (Staying Alive) jako Carl
- 1987: Ćma barowa (Barfly) jako Eddie
- 1988: W sercu nocy (Heart of Midnight) jako Ledray
- 1989: Dziesięciu małych Indian (Ten Little Indians) jako kapitan Philip Lombard
- 1991: Hudson Hawk jako Cesar Mario
- 1992: Legenda o siedmiu rolkowych chwatach (Legend of the Roller Blade Seven) jako Czarny Rycerz
- 1993: Tombstone jako Ed Bailey
- 1996: Wróg publiczny nr 1 (Public Enemies) jako Alvin Karpis
- 2000: Dorwać Cartera (Get Carter) jako facet na pogrzebie
- 2002: Hitters jako Spilotri
- 2006: Rocky Balboa jako gość na obiedzie
- 2009: Corrado jako Tommaso

### Seriale TV
- 1988: Policjanci z Miami (Miami Vice) jako Billy
- 1993: Opowieści z krypty (Tales from the Crypt)
- 1999: Strażnik Teksasu (Walker, Texas Ranger) jako B.J. Ronson - sezon 7, odc. 156
- 2001: Strażnik Teksasu (Walker, Texas Ranger) jako Frank Bishop
- 2002: Tak, kochanie (Yes,Dear) jako Frank Stallone
- 2015: Transformers: Robots in Disguise (serial 2015) jako Thunderhoof (głos)

## Dyskografia

### Albumy
- Frank Stallone (1984)
- Day in Day Out (1991)
- Close Your Eyes (1993)
- Soft and Low (1999)
- Full Circle (2000)
- Stallone on Stallone – By Request (2002)
- Frankie and Billy (2002)
- In Love In Vain (2003)
- Songs From the Saddle (2005)
- Let Me Be Frank With You (2010)

### Single
| Single                                                | Rok                   | Najwyższa pozycja (USA Billboard Hot 100) | Album                                     |
| ----------------------------------------------------- | --------------------- | ----------------------------------------- | ----------------------------------------- |
| „Case of You"                                         | 1980                  | 67                                        | Heart and Souls                           |
| „Far from Over"                                       | 1983                  | 10                                        | Frank Stallone & Staying Alive soundtrack |
| „Moody Girl"                                          | 1983                  | –                                         | N/A                                       |
| „I’m Never Gonna Give You Up” (duet z Cynthią Rhodes) | 1983                  | –                                         | Staying Alive soundtrack                  |
| 1984                                                  | „Darlin'"             | 81                                        | Frank Stallone                            |
| 1985                                                  | „If We Ever Get Back" | –                                         | Frank Stallone                            |